# Imeneo
L'imeneo è un componimento poetico greco, che veniva eseguito durante il corteo nuziale che accompagnava la sposa nella nuova casa. Trapiantato nel mondo romano, l'imeneo perse il suo carattere per così dire "pratico" e la sua funzione sociale, e divenne del tutto un componimento esclusivamente letterario. Tale è, ad esempio il carme LXI di Catullo.